# مقاطعة هاردمان (تكساس)
مقاطعة هاردمان (بالإنجليزية: Hardeman  County)‏ هي إحدى المقاطعات في ولاية تكساس، الولايات المتحدة الأمريكية.